# När
När est une localité de Suède dans la commune de Gotland située dans le comté de Gotland.
Sa population était de 138 habitants en 2015.